# Джанлар (Первомайский район)
Джанла́р (укр. Джанлар, крымскотат. Canlar, Джанлар) — исчезнувшее село в Первомайском районе Республики Крым, располагавшееся на востоке района, в степной части Крыма, на самой границе с Красногвардейским — примерно в 3 километрах к юго-западу от современного села Кремневка Красногвардейского района.

### Динамика численности населения
- 1892 год — 32 чел.[5]
- 1900 год — 59 чел.[6]
- 1915 год — —/59 чел.[7][8]
- 1926 год — 58 чел.[9]

## История
История поселения до 1836 года= (как и 1842 года), когда на карте впервые были обозначены развалины деревни Джанлар, по доступным историческим документам пока не установлена.
В 1860-х годах, после земской реформы Александра II, деревню приписали к Григорьевской волости Перекопского уезда. Согласно «Памятной книжке Таврической губернии за 1867 год», деревня была покинута жителями — в результате эмиграции крымских татар, особенно массовой после Крымской войны 1853—1856 годов, в Турцию, а на её месте была основана болгарско-греческая колония Николаевка; впрочем, больше упоминаний о ней в документах не встречается.
После земской реформы 1890 года, Джанлар отнесли к Бютеньской волости того же уезда. Согласно «…Памятной книжке Таврической губернии на 1892 год», в деревне Джанглар, находившейся в частном владении, уже было 32 жителя в 5 домохозяйствах. По «…Памятной книжке Таврической губернии на 1900 год» в деревне числились 59 жителей в 6 дворах. Когда в деревне поселились крымские немцы-лютеране, точно не выяснено, но в 1904 году, согласно энциклопедическому словарю «Немцы России», они входили в число 30 жителей. По Статистическому справочнику Таврической губернии. Ч.II-я. Статистический очерк, выпуск пятый Перекопский уезд, 1915 год, в деревне Джанлар Бютеньской волости Перекопского уезда числилось 6 дворов (все дворы безземельные) со смешанным населением в количестве 59 только «посторонних» жителей, из которых 35 мужчин и 24 женщины. За селением числилось 790 десятин земли. В хозяйствах имелось 42 лошади, 8 волов, 12 коров и 13 голов мелкого скота.
После установления в Крыму Советской власти, по постановлению Крымревкома от 8 января 1921 года была упразднена волостная система, в составе Симферопольского уезда был образован Биюк-Онларский район, в состав которого включили село, а в 1922 году уезды получили название округов. 11 октября 1923 года, согласно постановлению ВЦИК, в административное деление Крымской АССР были внесены изменения, в результате которых был ликвидирован Биюк-Онларский район, образован Симферопольский и Бурчи включили в его состав. Согласно Списку населённых пунктов Крымской АССР по Всесоюзной переписи 17 декабря 1926 года, в селе Джанлар, в составе упразднённого к 1940 году Бурчинского сельсовета Симферопольского района, числилось 14 дворов, все крестьянские, население составляло 58 человек, из них 28 русских, 19 татар, 4 украинца, 1 немец, 6 записаны в графе «прочие» . Постановлением ВЦИК РСФСР от 30 октября 1930 года был создан Фрайдорфский еврейский национальный район (переименованный указом Президиума Верховного Совета РСФСР № 621/6 от 14 декабря 1944 года в Новосёловский) (по другим данным 15 сентября 1931 года) и село включили в его состав, а после разукрупнения в 1935-м и образования также еврейского национального Лариндорфского, село переподчинили новому району. В последний раз в документах встречается на двухкилометровке РККА 1942 года.